# SOKO Stuttgart
SOKO Stuttgart ist eine deutsche Fernsehserie. Die Kriminalserie ist der siebte Ableger der deutschen Serie SOKO 5113, der wie die Mutterserie ein SOKO im Titel trägt. Handlungsort der Serie ist Stuttgart.
Die erste Staffel mit 20 Episoden wurde ab dem 12. November 2009 im ZDF gesendet. Seitdem zeigt das ZDF auf allen werktäglichen 18-Uhr-Vorabendsendeplätzen SOKOs. Bereits vor der Ausstrahlung der ersten Staffel wurde die Produktion einer zweiten Staffel mit weiteren 25 Episoden beschlossen. Im Februar 2022 begannen die Dreharbeiten zur 14. Staffel mit 25 neuen Folgen, die dann ab September 2022 ausgestrahlt wurden.

## Inhalt
Im Zentrum des Teams der SOKO Stuttgart stehen sieben Personen, die über spezielle Fähigkeiten und Kenntnisse verfügen, die es unmöglich erscheinen lassen, dass ein Verbrechen, und sei es noch so raffiniert eingefädelt worden, ungelöst bleibt. Hauptsächlich handelt es sich dabei um Mordfälle, die in Stuttgart recherchiert, ermittelt und aufgeklärt werden.

## Figuren

### Hauptbesetzung
- Kriminaldirektor Michael Kaiser (Karl Kranzkowski) ist der Leiter des Polizeipräsidiums und ist unmittelbarer Vorgesetzter der SOKO. Er ist Koordinator und Manager der Polizeiarbeit und steht in enger Verbindung mit dem Team.
- Erste Kriminalhauptkommissarin Martina Seiffert, geborene Mehrle (Astrid M. Fünderich) ist die Leiterin der SOKO. Sie hat ein hohes Maß an Verantwortungsbewusstsein und geht ihren Job mit äußerster Besonnenheit und Souveränität an. Auch in kritischen Situationen behält sie stets den Überblick.
- Kriminalhauptkommissar Joachim Stoll (Peter Ketnath) ist ein impulsiver Ermittlertyp, der oft aus dem Bauch heraus Entscheidungen zur Herbeiführung von Lösungen zu den Fällen trifft. Bei seiner Arbeit ergänzt er sich gut mit seiner Chefin, mit der er sich auch menschlich gut versteht.
- Kriminalkommissar Rico Sander (Benjamin Strecker) ist Asperger-Autist und bildet das „Gehirn“ der Truppe. Er gilt als sehr ehrgeizig, intelligent und technisch versiert, andererseits introvertiert und menschenscheu. Seine schnelle Auffassungsgabe und sein mathematisch orientiertes Denken machen ihn zudem unersetzlich für die Ermittlungsarbeit. Bis zur dritten Staffel hat er für die SOKO als Kriminalassistent gearbeitet. Fortan ist er Kriminalkommissar.
- Kriminalkommissarin Lea Gomez (Jasmin Gassmann)

### Nebenbesetzung
- Jan Arnaud (Mike Zaka Sommerfeldt) ist Leiter der Kriminaltechnik (KTU) und unterstützt die Ermittler bei ihren Fällen.
- Dr. Benedikt Förster (Florian Wünsche) ist Rechtsmediziner und liefert durch seine Obduktion Hinweise zu Tathergang und Täter.
- Karl-Heinz „Schrotti“ Schrothmann (Michael Gaedt) ist Automechaniker und Autohändler und ein guter Freund von Jo Stoll.
- Cordula Seiffert (Anna Bullard-Werner) ist die Tochter von Martina Seiffert.
- Richard Seiffert (Stephan Schad) ist der Mann von Martina Seiffert.
- Klaus Bühler (Claude-Oliver Rudolph) ist eine Stuttgarter Unterweltgröße.
- Pia Sander (Sabine Orléans, ab Staffel 15 Martina Eitner-Acheampong) ist die Mutter von Rico Sander.
- Amelie Thalheim (Janina Agnes Schröder) ist die Mitbewohnerin von Rico Sander und eine professionelle Hackerin.
- Sibylle Beyer (Bärbel Stolz) ist Streifenpolizistin.
- Katja Wiedemann (Elisabeth von Koch) vertritt Martina Seiffert nach deren Skiunfall.
- Manfred Becker (Attila Georg Borlan) ist der Vater von Nele Becker und Inhaber eines Beerdigungsinstituts

### Ehemalige
- Kriminaloberkommissarin Anna Badosi (Nina Gnädig) hat Kriminalistik und Psychologie studiert. Sie war leidenschaftlich mit ihrem Beruf verbunden. Sie vertrat in jeder Situation mit klaren Worten ihre Ansichten und ging dabei auch Ungerechtigkeiten nicht aus dem Weg. In der ersten Episode der vierten Staffel verletzte sie bei einem Einsatz einen Menschen tödlich und verließ daraufhin die SOKO Stuttgart, um ihr Psychologiestudium fortzusetzen. Im Zweiteiler „Blutiges Wiedersehen“ (Episoden 333/334) übernimmt sie eine Gastrolle, dabei gerät sie unter Mordverdacht.
- Kriminalkommissaranwärterin Cornelia „Nelly“ Kienzle (Sylta Fee Wegmann) war energiegeladen, angstfrei und manchmal verbissen. Dadurch wirkte sie als Gegenstück zu Rico Sander, mit dem sie eine Art Konkurrenzkampf um Anerkennung und Kompetenz verband. Sie verließ die SOKO während der fünften Staffel und wechselte zur Berliner Kripo. Im Zweiteiler „Blutiges Wiedersehen“ (Episoden 333/334) übernimmt sie eine Gastrolle.
- Prof. Dr. Lisa Wolter (Eva Maria Bayerwaltes) war Rechtsmedizinerin und lieferte durch ihre Obduktion Hinweise zu Tathergang und Täter. Ihr Nachfolger in der SOKO Stuttgart wurde Dr. Benedikt Förster (Florian Wünsche), der schon einige Episoden als Assistenzarzt der Rechtsmedizin dabei war.
- Kriminalkommissarin Selma Kirsch † (Yvonne Burbach) konnte als sogenannte „Soundprofilerin“ extrem gut hören, Unsicherheiten und Lügen gut erkennen. Sie ist in einem bürgerlichen Elternhaus am Stuttgarter Killesberg wohlbehütet aufgewachsen. Ihr geisteswissenschaftliches Studium brach sie ab, um Polizistin zu werden, nachdem sie Zeugin eines brutalen Überfalls wurde. Sie stirbt in Staffel 11, Episode 11 (Skate or die) bei einem Autounfall.
- Friedemann Sonntag (Christian Pätzold) war Leiter der Asservatenkammer bei der Stuttgarter Kriminalpolizei. Er geht in Episode 264 in den Ruhestand.
- Kommissaranwärterin Nele Becker (Nina Siewert) ersetzte mit Beginn der 12. Staffel die verstorbene Selma Kirsch und ist Schülerin von EKHK Seiffert an der Polizeihochschule. In der vierten Episode der 12. Staffel (Ruhe in Frieden) erfährt man, dass sie Halbwaise und ihr Vater Bestatter ist. Sie wurde anfangs zwar von allen mit dem Vornamen angesprochen, dennoch von EKHK Seiffert zugleich gesiezt, später jedoch geduzt. In der 11. Folge der 13. Staffel (Misfits) quittiert sie den Dienst und nimmt eine Stelle auf einem Hof an, auf dem straffällige Jugendliche resozialisiert werden. Sie begründet diese Entscheidung damit, dass sie in ihrem Leben schon viel zu viele Leichen gesehen hat, und sich deswegen in ihrem Beruf bei der Mordkommission nicht mehr wohl fühlt, und etwas Neues ausprobieren möchte, wo sie auch Dinge verändern kann. Im Zweiteiler „Blutiges Wiedersehen“ (Episoden 333/334) übernimmt sie eine Gastrolle.

## Besetzung

### Aktuell
| Schauspieler          | Rollenname                        | Dienstgrad oder Rolle                     | Episoden | Staffeln | Zeitraum | Bemerkungen                       |
| --------------------- | --------------------------------- | ----------------------------------------- | -------- | -------- | -------- | --------------------------------- |
| Karl Kranzkowski      | Michael Kaiser                    | Kriminaldirektor                          | 1–       | 1–       | 2009–    |                                   |
| Astrid M. Fünderich   | Martina Seiffert                  | Erste Kriminalhauptkommissarin            | 1–       | 1–       | 2009–    |                                   |
| Peter Ketnath         | Joachim „Jo“ Stoll                | Kriminalhauptkommissar                    | 1–       | 1–       | 2009–    |                                   |
| Benjamin Strecker     | Rico Sander                       | Kriminalkommissar, IT-Experte             | 1–       | 1–       | 2009–    | bis Episode 71: Kriminalassistent |
| Mike Zaka Sommerfeldt | Jan Arnaud                        | Leiter KTU                                | 1–       | 1–       | 2009–    |                                   |
| Florian Wünsche       | Dr. Benedikt Förster              | Rechtsmediziner                           | 150–     | 7–       | 2015–    |                                   |
| Michael Gaedt         | Karl-Heinz „Schrotti“ Schrothmann | Besitzer einer Kfz-Werkstatt              | 1–       | 1–       | 2009–    |                                   |
| Bärbel Stolz          | Sibylle Beyer                     | Polizeihauptmeisterin, Streifenpolizistin | 250–     | 11–      | 2019–    |                                   |
| Jasmin Gassmann       | Lea Gomez                         | Kriminalkommissarin                       | 306–     | 13–      | 2021–    |                                   |

### Ehemalig
| Schauspieler          | Rollenname               | Dienstgrad                  | Episoden         | Staffeln  | Zeitraum        | Ausstiegsgrund                                |
| --------------------- | ------------------------ | --------------------------- | ---------------- | --------- | --------------- | --------------------------------------------- |
| Nina Gnädig           | Anna Badosi              | Kriminaloberkommissarin     | 1–71, 333/334    | 1–4, 14   | 2009–2012, 2023 | quittiert den Dienst                          |
| Sylta Fee Wegmann     | Cornelia „Nelly“ Kienzle | Kriminalkommissaranwärterin | 71–108, 333/334  | 4–5, 14   | 2012–2014, 2023 | wechselt nach Berlin                          |
| Eva Maria Bayerwaltes | Prof. Dr. Lisa Wolter    | Rechtsmedizinerin           | 1–218, 254       | 1–9, 11   | 2009–2018, 2019 | nimmt ihren Lehrauftrag an der Uni wieder auf |
| Christian Pätzold     | Friedemann Sonntag       | Leiter Asservatenkammer     | 1–247, 264       | 1–11      | 2009–2019, 2020 | geht in Ruhestand                             |
| Yvonne (Yve) Burbach  | Selma Kirsch †           | Kriminalkommissarin         | 108–256          | 5–11      | 2014–2019       | stirbt bei einem Autounfall                   |
| Nina Siewert          | Nele Becker              | Polizeikommissaranwärterin  | 262–303, 333/334 | 11–13, 14 | 2020–2021, 2023 | quittiert den Dienst                          |

## Crossover
Ab 3. April 2013 wurde ein fünfteiliger Crossover sämtlicher ZDF-SOKO-Reihen produziert. Die Teams aus den SOKOs 5113, Köln, Leipzig, Stuttgart und Wismar klären den Mord an einem Polizisten auf und geraten dabei in ein kriminelles Milieu, in dem ein eigenes Recht und eine eigene Ordnung herrschen. Ausgestrahlt wurde der fünfteilige Fall, dessen Spur sich quer durch Deutschland zieht, von 30. September bis 4. Oktober 2013 werktags auf dem bekannten SOKO-Vorabendsendeplatz ab 18:00 Uhr.

## Sonstiges
In der Episode Schattenspiel (Staffel 3, Episode 22) wird am Anfang ein Filmausschnitt gezeigt, der eine Szene aus der ZDF-Serie Die Rettungsflieger (Staffel 10, Episode 9) darstellt.
Peter Ketnath, seit 2009 als Kommissar dabei, spielte 2006 in Die Rosenheim-Cops einen Täter.
Anna Bullard-Werner (Cordula Seiffert) und Nina Siewert (Nele Becker) spielten beide zusammen als Anja und Bina (eigentlich Melanie Becker) in der Jugend-Krimiserie Ein Fall für B.A.R.Z. zwei Nachwuchs-Detektivinnen.
In der Episode „1988“ (Staffel 15, Folge 15) schlüpft Anna Bullard-Werner (Cordula Seiffert) in das 1980er-Ich ihrer Filmmutter Martina Seiffert, die damals noch Streifenpolizistin und Kommissaranwärterin war und ihren Mädchennamen Martina Mehrle trug. Außerdem sind in den Rückblenden Peter Ketnath (Jo Stoll), Benjamin Strecker (Rico Sander) und Jasmin Gassmann (Lea Gomez) in weiteren 1980er-Rollen (DJ, Barmann Franky und eine Frau auf dem Polizeirevier, die etwas Wertvolles als gestohlen vermutet) zu sehen.

## Episodenliste
| Staffel | Episodenanzahl | Erstausstrahlung   | Erstausstrahlung |
| Staffel | Episodenanzahl | Staffelpremiere    | Staffelfinale    |
| ------- | -------------- | ------------------ | ---------------- |
| 1       | 20             | 12. November 2009  | 6. Mai 2010      |
| 2       | 25             | 7. Oktober 2010    | 14. April 2011   |
| 3       | 25             | 15. September 2011 | 8. März 2012     |
| 4       | 25             | 27. September 2012 | 28. März 2013    |
| Special | 1              | 3. Oktober 2013    | 3. Oktober 2013  |
| 5       | 24             | 10. Oktober 2013   | 10. April 2014   |
| 6       | 22             | 16. Oktober 2014   | 9. April 2015    |
| 7       | 23             | 8. Oktober 2015    | 31. März 2016    |
| 8       | 25             | 6. Oktober 2016    | 30. März 2017    |
| 9       | 30             | 14. September 2017 | 19. April 2018   |
| 10      | 25             | 27. September 2018 | 4. April 2019    |
| 11      | 25             | 26. September 2019 | 9. April 2020    |
| 12      | 22             | 15. Oktober 2020   | 1. April 2021    |
| 13      | 26             | 23. September 2021 | 31. März 2022    |
| 14      | 24             | 22. September 2022 | 30. März 2023    |
| 15      | 25             | 5. Oktober 2023    | 21. März 2024    |
| 16      | 23             | 3. Oktober 2024    | 27. März 2025    |

## DVDs
- Soko Edition: SOKO Stuttgart, Vol. 1 umfasst 19 Episoden der ersten Staffel auf vier DVDs und wurde am 2. November 2012 veröffentlicht. Allerdings fehlt Episode 3 Fankurve.
- Soko Edition: SOKO Stuttgart, Vol. 2 umfasst alle 25 Episoden der zweiten Staffel auf fünf DVDs und wurde am 22. Februar 2013 veröffentlicht.
- Soko Edition: SOKO Stuttgart, Vol. 3 umfasst alle 25 Episoden der dritten Staffel auf fünf DVDs und wurde am 26. April 2013 veröffentlicht.
- Soko Edition: SOKO Stuttgart, Vol. 4 umfasst alle 25 Episoden der vierten Staffel auf fünf DVDs und wurde am 30. August 2013 veröffentlicht.
- Soko Edition: SOKO Stuttgart, Vol. 5 umfasst alle 24 Episoden der fünften Staffel auf fünf DVDs, sowie das fünfteilige Special SOKO – Der Prozess auf einer Bonus-DVD und wurde am 16. Mai 2014 veröffentlicht.